# Золотолобый висячий попугайчик
Золотолобый висячий попугайчик (лат. Loriculus aurantiifrons) — птица отряда попугаеобразных.

## Внешний вид
Основная окраска оперения зелёная. На горле имеется пятно желтовато-красного цвета. Лоб у самца жёлтый, у самки голубоватый, щёки у неё такого же цвета. Верхние кроющие перья хвоста и надхвостья красные. Клюв чёрный.

## Распространение
Обитает на острове Новая Гвинея и нескольких небольших близлежащих островах.

## Образ жизни
Населяют субтропические и тропические влажные леса.

## Классификация
Вид включает в себя 2 подвида:
- Loriculus aurantiifrons aurantiifrons — эндемик острова Мисоол.
- Loriculus aurantiifrons meeki — обитает на островах Fergusson и Goodenough, и юго-востоке Новой Гвинеи. В том числе Loriculus aurantiifrons batavorum — обитает на острове Вайгео и северо-западе Новой Гвинеи.

Loriculus tener ранее считался подвидом золотолобого висячего попугайчика.